# Pistorinia breviflora
Pistorinia breviflora là một loài thực vật có hoa trong họ Crassulaceae. Loài này được Boiss. miêu tả khoa học đầu tiên năm 1838.